# Zygmunt Mańkowski
Zygmunt Mańkowski (ur. 29 czerwca 1926 w Czersku, zm. 31 stycznia 2012 w Lublinie) – polski historyk, autor publikacji z dziedziny historii nowożytnej i najnowszej, profesor nauk humanistycznych.

## Życiorys
Studiował historię na Uniwersytecie Jagiellońskim, uzyskał magisterium na Uniwersytecie Warszawskim. Był związany zawodowo z lubelskim UMCS, gdzie m.in. był prorektorem, dziekanem Wydziału Humanistycznego, dyrektorem Instytutu Historii. W 1981 r. otrzymał tytuł naukowy profesora. Był członkiem m.in. Polskiego Towarzystwa Nauk Politycznych, Rady Naukowej Głównej Badania Zbrodni Przeciwko Narodowi Polskiemu, Polskiego Towarzystwa Historycznego.

## Odznaczenia
Odznaczony Krzyżem Kawalerskim Orderu Odrodzenia Polski, Złotym Krzyżem Zasługi, Medalem Komisji Edukacji Narodowej, tytułem honorowym „Zasłużony Nauczyciel”. Laureat nagrody „Trybuny Ludu” (1984).